# Emsdepechen
Ems depechen eller Emser depechen var en skriftlig meddelelse om forhandlingerne mellem den preussiske konge Wilhelm 1. og den franske ambassadør Vincent Benedetti i Bad Ems. Otto von Bismarck offentliggjorde en redigeret version af depechen, og den blev af Frankrig brugt som påskud til at erklære Preussen krig i sommeren 1870.

## Baggrund
I 1868 blev den spanske dronning Isabella 2. styrtet, og tronen blevet ledig. Isabella søgte tilflugt i Frankrig. Ganske vist blev Leopold von Hohenzollern-Sigmaringen (1835-1905) allerede fra starten omtalt blandt de mulige kandidater, men Juan Prim, lederen af den spanske overgangsregering og en af lederne i opstanden, henvendte sig først til denne familie, efter at tre andre kandidater var blevet afvist efter indblanding fra kejser Napoleon 3., som med Alfons 12., der var Isabellas søn, ønskede at bringe huset Bourbon tilbage på den spanske trone. Huset Hohenzollern-Sigmaringen var i almindelighed ikke fjendtlig stemt overfor Napoleon – så sent som i 1866 var Leopolds bror Karl på anbefaling af den franske kejser blevet udvalgt til rumænsk konge. Efter at der allerede i september 1869 uformelt var taget kontakt til Hohenzollern-Sigmaringen familien, tilbød den spanske særlige udsending Salazar y Mazaredo i en naturligvis hemmelig mission Leopold den spanske krone i februar 1870. Som Leopolds far, Karl Anton, tidligere havde anordnet, henvendte Salazar sig i denne sag også fortroligt til kong Wilhelm 1. af Preussen, som var overhoved for alle af huset Hohenzollern, samt til Otto von Bismarck, den preussiske ministerpræsident. Prins Leopold erklærede sig parat til at være kandidat til tronen den 19. juni 1870. Wilhelm, som ikke var tilhænger af planen og altid havde betragtet den som Leopolds private sag, fremkom i en meddelelse to dage senere ikke med indvendinger. Den spanske valgforsamling blev indkaldt til den 20. juli. En tronbestigelse af et medlem af huset Hohenzollern kunne have betydet udenrigspolitiske fordele for det ligeledes af Hohenzollern-familien regerede Preussen og dermed for det Nordtyske forbund. Dette kan have været en grund til, at Bismarck i et direktiv til det preussiske udenrigsministerium havde betegnet afsættelsen af huset Bourbon som et fredssikrende tiltag og støttede Leopolds kandidatur.
Senest den 1. juli blev kandidaturet kendt i Madrid. Den 2. juli blev det omtalt i den franske presse, og den 3. juli meddelte Prim det til den franske ambassadør i Madrid. Kejser Napoleon 3. og hans regering under premierminister Émile Ollivier frygtede i denne situation en udenrigspolitisk omklamring og en tysk diplomatisk sejr. En særlig vigtig rolle spillede hertugen af Gramont, som først i midten af maj var blevet fransk udenrigsminister. Som diplomat havde han fulgt en klar anti-preussisk linje, så udnævnelsen gav anledning til formodninger om, at kejser Napoleon fremover ville føre en anti-preussisk udenrigspolitik.
Ved vurderingen af en udenrigspolitisk krise og dens styring skal man i første række se på datidens diplomatiske praksis. Et besindigt og dygtigt diplomati kunne have bestået i, at kejser Napoléon havde henvendt sig til kong Wilhelm, og det franske udenrigsministerium havde henvendt sig til det preussiske udenrigsministerium og derigennem havde søgt at påvirke Leopold til at revurdere sin beslutning. I stedet gik Gramont fra første færd til offentligheden med stærke anti-preussiske erklæringer. Først lancerede han en artikel i den officielle avis Constitutionnel, som førte til et omsving i de hidtil afvejede reportager. Samme dag meddelte han de europæiske hovedstæder det franske syn på sagen. Den 6. juli oplæste han en af kejser Napoléon godkendt og af regeringen enstemmigt billiget erklæring for den lovgivende forsamling, hvorefter Frankrig ikke skulle acceptere en sådan udvikling, og hvis det skulle komme dertil uden vaklen ville gøre sin pligt – en slet skjult trussel om krig:
| Citat | La France ne tolérerait pas l’établissement du prince de Hohenzollern ni d’aucun prince prussien sur le trône espagnol. Pour empêcher cette éventualité, il [le gouvernement] comptait à la fois sur la sagesse du peuple allemand et sur l’amitié du peuple espagnol. S’il en était autrement, fort de votre appui et de celui de la Nation, nous saurions remplir notre devoir sans hésitation et sans faiblesse. | Citat |
|       | |       |

På dansk:
| Citat | Frankrig vil ikke tolerere, at prinsen af Hohenzollern eller en anden preussisk prins bestiger den spanske trone. For at forhindre noget sådant, satser regeringen samtidig på det tyske folks visdom og det spanske folks venskab. Skulle det imidlertid forme sig anderledes, ville vi med Deres og nationens støtte uden tøven og uden svaghed gøre vores pligt. | Citat |
|       | |       |

Den franske historiker Albert Sorel kaldte denne erklæring for et ultimatum. Et ultimatum er ganske vist et afgørende skridt indenfor diplomatiet, efter at alle andre fredelige midler er slået fejl. Frankrig tog imidlertid dette skridt straks ved begyndelsen. Det havde to konsekvenser: Sammen med protester overfor kong Wilhelm, som nu i overensstemmelse med sin overbevisning udøvede indflydelse på familien Hohenzollern-Sigmaringen, og med direkte intervention fra europæiske kongehuse overfor familien opstod der nu et så stort pres, at Karl Anton von Hohenzollern-Sigmaringen, Leopolds far den 12. juli på sin søns vegne meddelte, at han gav afkald på den spanske kongeværdighed.
Frankrig havde dermed nået sit primære mål om at forhindre en preussisk prins på den spanske trone. Nu fulgte den anden, indenrigspolitiske, konsekvens af erklæringen af 6. juli. Således som den var udformet, havde den i den lovgivende forsamling og i den franske offentlighed skabt forventning om, at staten Preussen omgående ville give Frankrig oprejsning. Således havde regeringen sat sig selv under pres, men samtidig fjernet næsten alle diplomatiske muligheder.
Det var ganske vist overfladisk set en udenrigspolitisk sejr for Frankrig, men ikke nogen særlig tungtvejende. I den franske offentlighed kunne der helt berettiget opstå det indtryk, at det franske pres havde virket på familien Hohenzollern-Sigmaringen, men at Preussen som Frankrigs egentlige modspiller ikke havde måttet give indrømmelser. Regeringen Ollivier var som følge af en række udenrigspolitiske nederlag i forvejen underlagt et forventningspres i offentligheden og forsøgte derfor at aftvinge Wilhelm 1. som overhoved for huset Hohenzollern og konge af Preussen en klar indrømmelse. Wilhelm 1. opholdt sig i Bad Ems, hvor han gennemgik en kur, og den franske ambassadør i Preussen, Vincent Benedetti, var rejst efter ham.
Udenrigsminister Gramont, som til stadighed stod i telegrafisk kontakt med ambassadøren, gav ham derfor til opgave at forlange af kong Wilhelm 1, at han gik ind for opgivelsen af kandidaturet, og at han også ville skride ind, hvis hohenzollerne alligevel igen opstillede en kandidat. Han fremstillede dette som et naturligt og rimeligt krav: Det hohenzollernske tilbagetog havde jo ikke større værdi for Frankrig,hvis hohenzollerne til enhver tid igen kunne søge den spanske trone. Hvis Wilhelm 1. derimod ville bruge sin autoritet som overhoved for alle hohenzollerne til at forhindre noget sådant, så ville denne forsikring have enorm værdi for Frankrig. Derimod ville det ikke koste kongen noget at give et sådant tilsagn, hvis han rent faktisk støttede opgivelsen af kandidaturet og ikke havde bagtanker.

## Audiensen i Bad Ems
Gramont telegraferede om aftenen den 12. juli disse instrukser til Benedetti. Denne var allerede fra Paris blevet informeret om hohenzollernes tilbagetog, men ventede på, at Wilhelm 1. også blev informeret af sine slægtninge i Sigmaringen. Så snart dette var sket, ville kongen modtage ham. På grund af de nye krav fra Paris ventede Benedetti imidlertid ikke, men forsøgte straks om morgenen den 13. juli at komme i audiens. Kongen var allerede taget af sted på sin morgenspadseretur, og Benedetti opsøgte ham på kurpromenaden.
Benedettis nye krav afviste Wilhelm kategorisk, da han ikke kunne tage ansvar for al fremtid. I stedet ville han, hvis situationen senere opstod, som i alle andre forhold, tage omstændighederne i betragtning og træffe en ny beslutning.
Bortset fra det var nyheden endnu ikke nået frem fra Sigmaringen. Den ankom først i løbet af dagen i form af et brev fra Karl Anton von Hohenzollern-Sigmaringen. Kong Wilhelm lod gennem sin adjudant, fyrst Radziwill Benedetti, meddele, at nyheden nu var officielt bekræftet. En anmodning fra Benedetti om en ny audiens afviste han med den begrundelse, at han, hvad angik løfter om garantier, havde sagt sit sidste ord.
Bismarcks nære medarbejder Heinrich Abeken, som ledsagede kongen i Bad Ems, nedskrev samme dag Wilhelms beretning om hændelserne og telegraferede dette til ministerpræsidenten. Denne meddelelse var den egentlige Ems dépêche, som derpå i Bismarcks version gik over i historien. Den havde følgende ordlyd:
| Citat | Hans majestæt kongen skriver til mig: ”Grev Benedetti indhentede mig på promenaden for til sidst i meget påtrængende form at forlange af mig, at jeg skulle autorisere ham til straks at telegrafere, at jeg for al fremtid forpligter mig til aldrig at give min tilslutning, hvis hohenzollerne genoptager deres kandidatur. Jeg afviste ham til sidst noget brysk, da man i alle forhold aldrig må eller kan afgive et sådant løfte. Naturligvis sagde jeg til ham, at jeg endnu ikke havde modtaget noget, og da han via Paris og Madrid havde fået meddelelser før jeg, indså han vel, at min regering fortsat var ude af spillet. Hans Majestæt har efterfølgende modtaget en skrivelse fra fyrsten. Da Hans Majestæt havde sagt til grev Benedetti, at han afventer nyheder fra fyrsten, har han, på baggrund af den ovennævnte fornærmelse, på forslag fra grev Eulenberg og mig besluttet ikke igen at modtage grev Benedetti, men gennem en adjudant meddele ham, at hans majestæt af fyrsten har fået bekræftet den nyhed, som ambassadøren allerede havde fået fra Paris og ikke havde yderligere at sige til ambassadøren. Hans Majestæt forespørger Deres Excellence, om ikke de nye krav fra Benedetti og deres afvisning bør meddeles såvel vore gesandter som pressen. | Citat |
|       | |       |

Dette telegram ankom til Bismarck under en middag den 13. juli, til hvilken han havde inviteret Roon og Moltke. Bismarck oplæste telegrammet for sine to gæster: "de blev så nedslåede, at de hverken kunne spise eller drikke".
Herpå redigerede og forkortede Bismarck telegrammet kraftigt og oplæste ligeledes denne forkortede udgave for sine gæster. Den lød således:
| Citat | Nachdem die Nachrichten von der Entsagung des Erbprinzen von Hohenzollern der Kaiserlich Französischen Regierung von der Königlich Spanischen amtlich mitgeteilt worden sind, hat der Französische Botschafter in Ems an S. Maj. den König noch die Forderung gestellt, ihn zu autorisieren, dass er nach Paris telegraphiere, dass S. Maj. der König sich für alle Zukunft verpflichte, niemals wieder seine Zustimmung zu geben, wenn die Hohenzollern auf ihre Kandidatur wieder zurückkommen sollten. Seine Maj. der König hat es darauf abgelehnt, den Franz. Botschafter nochmals zu empfangen, und demselben durch den Adjutanten vom Dienst sagen lassen, dass S. Majestät dem Botschafter nichts weiter mitzuteilen habe. | Citat |
|       | |       |

På dansk:
| Citat | Efter at nyheden om den hohenzollernske arveprins’ afkald officielt var blevet meddelt den kejserlige franske regering af den kongelige spanske, har den franske ambassadør i Ems fremsat det yderligere krav til Hans Majestæt Kongen, at denne skulle give tilladelse til, at han kunne telegrafere til Paris, at kongen i al fremtid ville forpligte sig til aldrig at give sin tilslutning, hvis hohenzollerne skulle forny deres kandidatur. Hans Majestæt Kongen har herefter afvist igen at modtage den franske ambassadør, og denne gennem sin adjudant meddelt, at Hans Majestæt ikke har mere at sige til ambassadøren. | Citat |
|       | |       |

Af denne udgave fremgik det ikke, at kong Wilhelm 1. havde haft en samtale med den franske ambassadør og havde meddelt ham sin afvisning, kun det franske krav og afvisningen af en yderligere audiens blev kort omtalt.
Ved disse forkortelser kunne meddelelsen let give indtryk af, at Benedetti havde optrådt utilstedeligt i Bad Ems, og at kongen havde afvist yderligere diplomatiske kontakter.
Stemningen blandt Roon og Moltke ændrede sig straks fra nedslåethed til glæde. Bismarck sagde til sine gæster, at den øjeblikkelige offentliggørelse af hans version ”ville virke som en rød klud på den galliske tyr”, som nu måtte slå til og derved fremstå som angriber.
Moltke sagde: ”Hvis jeg får lov at opleve at føre vore hære i en sådan krig, så må djævelen godt straks efter hente det gamle kadaver.”
Inden frigivelsen af teksten til pressen forhørte Bismarck sig igen hos general Moltke om status på rustningerne. Han ville vide, hvor lang tid der var nødvendig for at forberede en sejrrig krig. Moltke mente, at et hurtigt udbrud af krigen i det store og hele var mere fordelagtig end en udskydelse.
Bismarck gav pressen den forkortede udgave til offentliggørelse, og allerede den 13. juli blev den offentliggjort af den regeringsnære ”Norddeutschen Allgemeinen Zeitung” i en særudgave.

## Den franske reaktion
Det franske nyhedsbureau Havas havde i sin oversættelse svækket ambassadørens krav til blot at være et spørgsmål (il a exigé) og i stedet for at oversætte adjudant med det korrekte ”aide de camp” blot oversat direkte med ”adjudant” hvilket på fransk betyder en lavtrangerende oversergent.
Den franske offentlighed reagerede beredvilligt på offentliggørelsen af depechen med den af Bismarck forventede forargelse. Derimod blev Benedetti og hans udlægning af sagen angrebet. I hvert tilfælde kunne Bismarcks fremstilling give det indtryk, at Preussen opfattede den franske fordring, som den franske offentlighed måtte opfatte som berettiget, som uforskammet og ladet brysk afvise. Man skal derfor nok være forsigtig med alene at se Bismarcks fremstilling af forløbet og især dens form, som udløser af krigen, ud fra at Frankrig efter datidens æresbegreber ikke kunne have reageret på anden måde end med en krigserklæring for ikke at tabe ansigt. Også uden Bismarcks offentliggørelse ville spørgsmålet om, hvordan den franske regering skulle reagere på afvisningen af dens krav m.h.t. potentielle efterfølgere til den spanske trone, have været aktuelt. Truslen om krig lå stadig i luften og var også alvorligt ment, ikke mindst fordi franskmændene i høj grad fejlvurderede deres chancer for at vinde. Da den franske offentlighed endnu slet ikke kendte til de nye krav, havde der også bestået den mulighed, at man i stilhed accepterede dette nederlag. Gennem Bismarcks pressemeddelelse var denne vej spærret og ligeledes muligheden for at pynte på beskrivelsen af hændelsesforløbet.
Den 16. juli godkendte den franske lovgivende forsamling med kun 6 stemmer imod bevillinger til en krig. Den 19. juli meddelte den franske udenrigsminister den preussiske ambassadør i Paris, at Frankrig betragtede sig som værende i krig.

## Eksterne kilder
- De to udgavers ordlyd Arkiveret 7. februar 2007 hos  Wayback Machine